# Вестон (Огайо)
Вестон (англ. Weston) — селище (англ. village) в США, в окрузі Вуд штату Огайо. Населення — 1455 осіб (2020).

## Географія
Вестон розташований за координатами 41°20′46″ пн. ш. 83°47′41″ зх. д. / 41.34611° пн. ш. 83.79472° зх. д. (41.345981, -83.794609).  За даними Бюро перепису населення США в 2010 році селище мало площу 2,93 км², з яких 2,93 км² — суходіл та 0,01 км² — водойми.

## Демографія
Згідно з переписом 2010 року, у селищі мешкало 1590 осіб у 609 домогосподарствах у складі 424 родин. Густота населення становила 542 особи/км².  Було 700 помешкань (239/км²).
Расовий склад населення:
| - 91,6 % — білих - 1,0 % — корінних американців - 0,1 % — чорних або афроамериканців - 0,1 % — азіатів - 4,8 % — осіб інших рас |

До двох чи більше рас належало 2,4 %. Частка іспаномовних становила 11,8 % від усіх жителів.
За віковим діапазоном населення розподілялося таким чином: 29,2 % — особи молодші 18 років, 59,9 % — особи у віці 18—64 років, 10,9 % — особи у віці 65 років та старші. Медіана віку мешканця становила 35,8 року. На 100 осіб жіночої статі у селищі припадало 97,5 чоловіків;  на 100 жінок у віці від 18 років та старших — 93,1 чоловіків також старших 18 років.
Середній дохід на одне домашнє господарство  становив 52 937 доларів США (медіана — 44 286), а середній дохід на одну сім'ю — 60 465 доларів (медіана — 50 184). За межею бідності перебувало 13,3 % осіб, у тому числі 15,3 % дітей у віці до 18 років та 12,1 % осіб у віці 65 років та старших.
Цивільне працевлаштоване населення становило 715 осіб. Основні галузі зайнятості: виробництво — 31,3 %, освіта, охорона здоров'я та соціальна допомога — 21,1 %, роздрібна торгівля — 11,3 %, мистецтво, розваги та відпочинок — 7,6 %.